# Claycomo (Misuri)
Claycomo es una villa situada en el condado de Clay, Misuri, Estados Unidos. Tiene una población estimada, a mediados de 2022, de 1355 habitantes.

## Geografía
La localidad está ubicada en las coordenadas 39°11′55″N 94°28′44″O / 39.19861, -94.47889 (39.198621, -94.478833). Según la Oficina del Censo, tiene una superficie de 6.64 km², correspondientes en su totalidad a tierra firme.

## Demografía
Según el censo de 2020, en ese momento había 1343 personas residiendo en la localidad. La densidad de población era de 202.26 hab./km². El 81.16% de los habitantes eran blancos, el 3.65% eran afroamericanos, el 0.89% eran amerindios, el 1.41% eran asiáticos, el 0.37% eran isleños del Pacífico, el 2.76% eran de otras razas y el 9.75% eran de una mezcla de razas. Del total de la población, el 8.64% eran hispanos o latinos de cualquier raza.